# Sergio Santimaria
Sergio Santimaria, né le 26 avril 1957 à Vigevano, est un coureur cycliste italien.

## Palmarès

### Palmarès amateur
- 1975
  - Coppa Comune di Rivarolo del Re
- 1977
  - Milan-Rapallo
  - 2e du Giro della Lomellina
  - 2e du Gran Premio Colli Rovescalesi

### Palmarès professionnel
- 1979
  - Gran Fondo - La Seicento
- 1981
  - 2e du Trophée Matteotti
- 1982
  - 2e du Grand Prix de la ville de Camaiore
- 1983
  - 2e du Grand Prix de l'industrie et de l'artisanat de Larciano
- 1984
  - 14e étape du Tour d'Italie
- 1986
  - 1re étape du Tour d'Italie

### Résultats sur les grands tours

#### Tour d'Italie
7 participations
- 1978 : 84e
- 1979 : 78e
- 1980 : 82e
- 1981 : 75e
- 1982 : abandon (21e étape)
- 1983 : 85e
- 1984 : 28e, vainqueur de la 14e étape
- 1986 : 60e, vainqueur de la 1re étape,  maillot rose pendant un jour

#### Tour d'Espagne
1 participation
- 1984 : 60e